# Wolfgang Funkel
Wolfgang Funkel, né le 10 août 1958 à Neuss, est un footballeur allemand. Il évoluait au poste de défenseur.

## Biographie
Wolfgang Funkel a reçu deux sélections en équipe d'Allemagne lors de l'année 1986. Cette année, lors du match nommé le miracle de Grotenburg il marque trois des sept buts qui permettent au Bayer 05 Uerdingen de se qualifier pour la demi-finale de la Coupe d'Europe des vainqueurs de coupe 1985-1986.
Son frère, Friedhelm Funkel, était lui aussi footballeur.